# Voladeres
Voladeres és una masia d'Oristà (Lluçanès) inclosa a l'Inventari del Patrimoni Arquitectònic de Catalunya.

## Descripció
Masia de planta rectangular formada per planta baixa, dos pisos i golfes. Coberta amb una teulada a doble vessant amb el carener perpendicular a la façana.
A la lliça s'hi entra per un portal. A la façana principal hi ha una eixida que sobresurt del cos de la casa, a sota de la qual hi ha el portal d'entrada amb la llinda datada el 1550. Una de les llindes de les finestres porta la data del 1600, una de les llindes de l'edifici construït a l'esquerra del pati d'entrada, conté restes d'una decoració dentada.
Té una masoveria annexa i altres dependències agrícoles.
Hi ha una finestra situada a la part posterior que dona al camí. Presenta llinda i ampit. La llinda és decorada, amb restes de motiu dentat. Es troba en molt mal estat de conservació.
Hi ha una premsa situada a la part del fons de l'entrada de la casa. Conserva tots els elements a l'interior de la casa menys la pesa monolítica circular de 1,5 m de diàmetre, que es troba a l'exterior, a la part del davant de la casa. Al travesser de la premsa hi ha la inscripció RAMON ROCADERAS 1874.

## Història
Hi ha constància d'una renovació l'any 1824.